# Lepturges fuchsi
Lepturges fuchsi là một loài bọ cánh cứng trong họ Cerambycidae.